# Heuliez GX 437
De Heuliez GX 437 is een autobustype van de Franse busfabrikant Heuliez Bus en is de gelede versie van de Heuliez GX 337. De GX 437 is de opvolger van de Heuliez GX 427, die eind 2013 uit productie ging.
Er zijn drie type aandrijvingen beschikbaar:
- Diesel
- Hybride
- Elektrisch

Samen met de Heuliez GX 137 en de Heuliez GX 337 vormt de Heuliez GX 437 een reeks genaamd Acces BUS van de derde generatie.

## Eigenschappen
De bus werd ontworpen op een Iveco Bus Urbanway 18-chassis. Hierdoor heeft de bus dezelfde eigenschappen als de Iveco Bus Urbanway. Alleen de voorkant van de bus is gelijk aan dat van de Irisbus Citelis. Er is een driedeursversie en een vierdeursversie leverbaar.
De bus is optioneel leverbaar met de volgende ontwerptoevoegingen:
- Panoramisch/glazen dak over de gehele lengte van de bus
- Driehoekvormige glazen wand onder de ramen. Dit is mogelijk aan weerszijden van de bus en kan worden geplaatst tussen de voorste en middelste deur.

Naast de standaard streek-/stadsbusontwerp is de bus ook leverbaar in een HOV/BRT (Bus Rapid Transit)-ontwerp.
| Heuliez GX 437         | Heuliez GX 437                                               | Heuliez GX 437                                               | Heuliez GX 437                                               | Heuliez GX 437                                               |
| ---------------------- | ------------------------------------------------------------ | ------------------------------------------------------------ | ------------------------------------------------------------ | ------------------------------------------------------------ |
|                        | GX 437                                                       | GX 437                                                       | GX 437 HYBRID                                                | GX 437 HYBRID                                                |
| Bouwjaren              | 2013-heden                                                   | 2013-heden                                                   | 2013-heden                                                   | 2013-heden                                                   |
| Carrosserie            | Heuliez Bus                                                  | Heuliez Bus                                                  | Heuliez Bus                                                  | Heuliez Bus                                                  |
| Motor                  | FPT Industrial Tector, EEV Euro 6                            | FPT Industrial Tector, EEV Euro 6                            | FPT Industrial Tector, EEV Euro 6                            | FPT Industrial Tector, EEV Euro 6                            |
| Vermogen               | 265 kW (360 pk)                                              | 265 kW (360 pk)                                              | 265 kW (360 pk)                                              | 265 kW (360 pk)                                              |
| Versnellingsbak        | - Automaat Voith Diwa D854.6 - Automaat ZF Ecolife 6 AP 1702 | - Automaat Voith Diwa D854.6 - Automaat ZF Ecolife 6 AP 1702 | - Automaat Voith Diwa D854.6 - Automaat ZF Ecolife 6 AP 1702 | - Automaat Voith Diwa D854.6 - Automaat ZF Ecolife 6 AP 1702 |
| Totale lengte          | 17 980 mm                                                    | 17 980 mm                                                    | 17 970 mm                                                    | 17 970 mm                                                    |
| Totale breedte         | 2 550 mm                                                     | 2 550 mm                                                     | 2 550 mm                                                     | 2 550 mm                                                     |
| Hoogte (excl. dakunit) | 3 100 mm                                                     | 3 100 mm                                                     | 3 300 mm                                                     | 3 300 mm                                                     |
| Wielbasis              | 5 355 mm + 6 675 mm                                          | 5 355 mm + 6 675 mm                                          | 5 355 mm + 6 675 mm                                          | 5 355 mm + 6 675 mm                                          |
| Vooroverbouw           | 2 715 mm                                                     | 2 715 mm                                                     | 2 715 mm                                                     | 2 715 mm                                                     |
| Achteroverbouw         | 3 235 mm                                                     | 3 235 mm                                                     | 3 225 mm                                                     | 3 225 mm                                                     |
| Versie                 | 3 deuren                                                     | 4 deuren                                                     | 3 deuren                                                     | 4 deuren                                                     |
| Aantal zitplaatsen     | 33 t/m 58                                                    | 32 t/m 48                                                    | 33 t/m 53                                                    | 32 t/m 48                                                    |

## Inzet
De Heuliez GX 437 wordt vooral ingezet bij Franse openbaar vervoersbedrijven. Het bedrijf Tisséo heeft voor de stadsdienst van Toulouse 20 exemplaren in dienst en was een van de eerste bedrijven die dit type bus bestelde en in dienst nam.
In Nederland komen per december 2019 bij Qbuzz 49 voertuigen van het type GX 437 Linium ELEC in dienst voor de start van de concessie Groningen en Drenthe. Er is een optie om binnen 4 jaar nog eens 51 bussen te vervangen zodat de Q-link-vloot volledig elektrisch gemaakt kan worden.
| Bedrijf        | Aantal    | Series    | Bouwjaar  | Inzet                                   | Aandrijving   | Opmerking                      | Afbeelding |
| Frankrijk      | Frankrijk | Frankrijk | Frankrijk | Frankrijk                               | Frankrijk     | Frankrijk                      | Frankrijk  |
| -------------- | --------- | --------- | --------- | --------------------------------------- | ------------- | ------------------------------ | ---------- |
| RATP           | 2         | 4586-4587 | 2014-2021 | RATP-busnetwerk (Parijs, Île-de-France) | Hybride       | In de huisstijl van STIF-RATP. |            |
| RATP           | 72        | 4391-4462 | 2014-2021 | RATP-busnetwerk (Parijs, Île-de-France) | Hybride       | In de huisstijl van STIF-RATP. |            |
| Réseau Mistral | 1         | 201       | ????      | Toulon                                  | Hybride       |                                |            |
| Tisséo         | 20        | 1451-1470 | 2014      | Toulouse                                |               |                                |            |
| Nederland      |           |           |           |                                         |               |                                |            |
| Qbuzz          | 35        | 4801-4835 | 2020      | Utrecht (lijnen 3, 7 en 8)              | Elektriciteit |                                |            |
| Qbuzz          | 49        | 7401-7449 | 2019      | Groningen-Drenthe (Qlinks 3 t/m 5)      | Elektriciteit |                                |            |

## Verwante bustypes
- Heuliez GX 137; Midibusversie
- Heuliez GX 337; Standaardbusversie